# Tania Schleef
Tania Zaun (* 1976 als Tania Schleef in New York City) ist eine ehemalige deutsche Moderatorin.
Nach verschiedenen Modeltätigkeiten und Theaterauftritten in Ludwigshafen bewarb sich Tania Zaun um den Moderatorenjob für Die Hugo Show auf Kabel 1,  wo nach dem Ausscheiden von Minh-Khai Phan-Thi eine neue Moderatorin gesucht wurde.
Sie setzte sich gegen viele hundert Bewerber durch und war ab Februar 1996  dann bei Hugo zu sehen. Ferner war Tania Zaun unterwegs und moderierte die Mega-Dance-Festival-Tour, eine Konzerttour mit verschiedenen Dance-Acts. Nach dem Ende der Hugo-Show zog sich die Halbbrasilianerin aus dem Showbusiness zurück. 2004 hat sie geheiratet und heißt seitdem Tania Zaun.